# Kraljevo Polje
Kraljevo Polje (cyr. Краљево Поље) – wieś w Bośni i Hercegowinie, w Republice Serbskiej, w gminie Han Pijesak. W 2013 roku liczyła 393 mieszkańców.